# リーダーシップ
リーダーシップ（英語: leadership）とは、指導者としての能力・力量・統率力。
リーダーシップは研究の歴史も古く、非常にさまざまな議論がなされ、定義も多岐に渡るが、一例として次の定義が挙げられる：「自己の理念や価値観に基づいて、魅力ある目標を設定し、またその実現体制を構築し、人々の意欲を高め成長させながら、課題や障害を解決する行動」。またリーダーシップにおいて、リーダーの資質や人格的特徴は古くから関心の焦点となってきたが、リーダーが先天的に持つ資質や才能は、リーダーシップの質 (英: leadership qualities) に影響する。リーダーシップ志向にアナーキズムはない。

## リーダーシップの質
良質なリーダーシップの質 (英語: leadership qualities) を決定づけるリーダーの資質としては、以下の代表例が挙げられる。
孫子においては、「智」「信」「仁」「勇」「厳」の5つを挙げている。
クラウゼヴィッツは、指揮官の才能として、「知性と情熱を兼ねる高度な精神」「危険を顧みず自身の行動に責任を負う勇気」「不確実な事態における洞察力」「洞察に基づく具体的な行動する決断力」などを挙げた。
大日本帝国陸軍の教範において、蔵田十紀二は、「高邁の品性」「至深の温情」「堅確な意思」「卓越した識見」として、全体的な人間の能力を網羅している。
アメリカ海軍の士官候補生読本においては、「忠誠」「肉体的精神的勇気」「信頼」「宗教的信仰」「ユーモアのセンス」「謙虚」「自信」「常識」「判断力」「健康」「エネルギー」「楽天主義」が挙げられている。
ジョン・アデアによれば、優れたリーダーであることを証明する資質として、「誠実さ」「熱意」「思いやり」「冷静さ」「厳格にして公正」を一例としているが、リーダーは自分のチームに期待されている資質を具体的に示さなくてはならないとしている。さらに、すべてのリーダーの資質は、程度の差はあれ、訓練と経験で伸ばすことができ、そのプロセスは生涯続くとしている。

## 心理学のリーダーシップ
社会心理学では様々な社会集団におけるリーダーシップの研究が行われてきた。初期のリーダーシップ研究では、各分野で称賛に値するリーダーシップを持つとされる人物のパーソナリティ特性（知性・情緒安定性・温厚さなど）を分析し、普遍的なリーダーの資質を明らかにする研究が行われた。巨人説(great person theory)とも呼ばれるこの手法から得られた結論は、優れたリーダーには分野によって優位な特性はあるが各分野と共通するパーソナリティ特性は存在しないこと、パーソナリティ特性はあくまでも資質であってリーダーシップとは直接相関しないこと、集団のおかれた状況によってリーダーの影響は異なる、というものだった。
領域の多様性と、リーダーシップとされる働きの多様性から、リーダーシップ概念の確固とした定義は「他者に影響を与える」という共通項以外は定まっていない。一般的には、目的達成における集団の活動に効果的に影響を与える過程・関係性・行動様式とされる。
一例として、D・R・フォーサイスはリーダーシップの4つのプロセスをあげ、いずれかを強調することで様々なタイプのリーダーシップのスタイルを規定できると述べている。
1. リーダーとフォロワーとの互恵関係
2. 時間・エネルギー・技術などを交換することで、報酬としてフォロワーに還元する交換関係のプロセス
3. メンバーの動機をより高みへと導く交流のプロセス
4. 目標達成に向けて集団を統合するプロセス

三隅二不二のPM理論など、リーダーの果たす役割を研究したモデルでは、リーダーシップには生産性を高め効果的に目標を達成する「課題リーダーシップ」と、集団内の対人関係を調整する「関係リーダーシップ」の2つの次元があることを示している。F・E・フィードラーは、集団の特性や状況にも注目した「状況即応アプローチ」の研究によって、最適なリーダーシップはリーダーの資質と集団の状況との相互関係によって変化すると論じた。また、ハーシーとブランチャードは、集団の発達段階によって求められるリーダーシップは異なるとした状況的リーダーシップ論を提示している。すなわち錬度が低い場合は説得的リーダーシップが適切であり、中程度の場合では参加的リーダーシップ、高度な場合は委譲的リーダーシップが有効であると主張した。
成功したにせよ失敗したにせよ、集団による行為や事業の成果が、リーダー個人の集団への影響力の強さによって評価される事がある。しかし、集団が構造化し、役割分化した組織となると、リーダー個人の影響力は全体から見ると微々たるものとなる場合もあり得る。こうした状況において、リーダーの影響力を過度に評価してしまう評価態度をリーダーシップ幻想(romance of leadership)と呼ぶ。

## 機能によるリーダーシップ
「リーダーシップとは何か」ではなく「リーダーシップとは何をすることか」についての研究から生まれた機能的リーダーシップモデルが1970年代に確立された。
このモデルは、成功するリーダーの行動様式に着眼し、集団や組織が機能するために有効となるリーダーの行為行動を具体的に特定したものである。
このモデルの登場により、古代ギリシャ時代から定説であった「リーダーシップは生まれながらにして持った先天性のもの」という固定観念から、現代の「リーダーシップは後天的なものであり、訓練と経験によって獲得することができるもの」として常識を覆し、リーダーシップ開発の基礎となった。
このモデルの特徴としては、誰がリーダーシップを発揮するのかということよりも、どのように集団が成果へと導かれるのかという観点から語られている。
リーダーシップが果たす役割は、方向づけ（ディレクション）・焦点合わせ（alignment）・動機づけ（motivation）である（表を参照）。なすべきことの大枠をビジョンと戦略として示し、チーム全員の目線をその方向へと合わせ、障害を乗り越えて達成できるように動機づけ励ます。これによりチームは望む変化へ向かって迷わず一丸となって力強く進むことができる。リーダーシップの機能はマネジメントと相補的な関係にある。
|                | リーダーシップ               | マネジメント                     |
| -------------- | ---------------------------- | -------------------------------- |
| 役割           | 変化に応える                 | 複雑性を捌き秩序立てて結果を得る |
| 何をするか     | ビジョンと戦略による方向づけ | 計画と配分                       |
| どうまとめるか | 人々の焦点を合わせる         | 組織化と人員配置                 |
| 目標達成の保証 | 人々を動機づける             | 制御と問題解決                   |

## 軍事的リーダーシップ
武装組織、特に軍隊のリーダーは負っている責任の性質が他の組織とは異なる。軍人は国家の非常事態において直接事態を処理する。その際に失敗することは自身の死であり、部下の死でもある。そのような状態においてのリーダーシップは平時から構築されていることが必要である。